# Condylostylus paraterminalis
Condylostylus paraterminalis är en tvåvingeart som beskrevs av Dyte 1975. Condylostylus paraterminalis ingår i släktet Condylostylus och familjen styltflugor.
Artens utbredningsområde är Taiwan. Inga underarter finns listade i Catalogue of Life.